# Melchior von Fölckersam

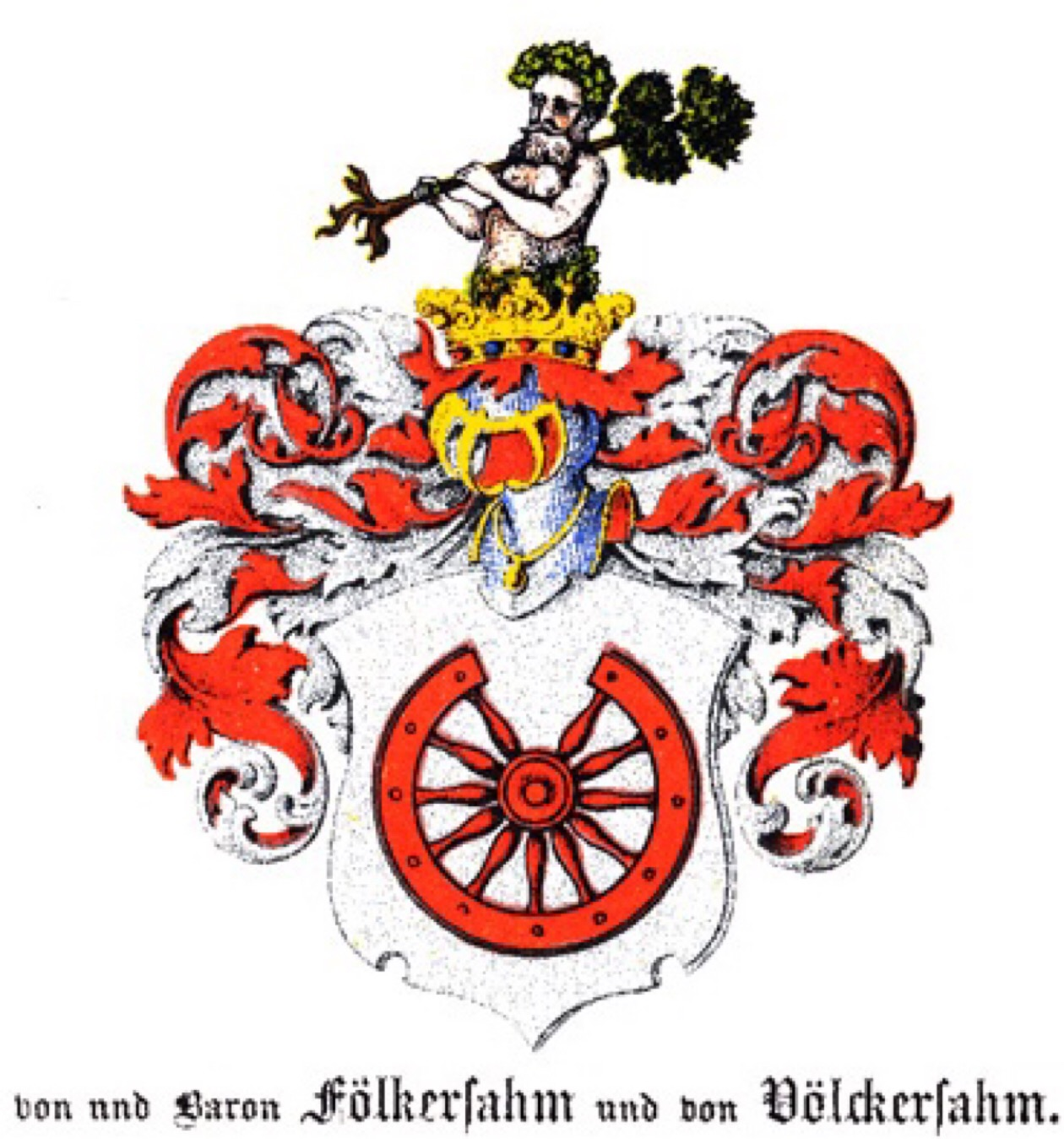
Familienwappen derer von Fölckersam

Melchior von Fölckersam (auch Fölkersahm oder Fölckersamb; * 15. Januar 1601 in Kalkuhnen (Kurland); †27. September 1665 in Mitau) war ein kurländischer Staatsmann. Er war Hofmarschall in Schwerin und später Kanzler sowie Oberrat im Herzogtum Kurland und Semgallen.

## Herkunft
Sein Großvater war der kurländische Rat Melchior von Fölckersam († 1592). Sein Vater war der Mannrichter Johann von Fölckersam († 1624), der mit Ursula von Budberg auf Garßen verheiratet war. Die Adelsfamilie entstammt dem niedersächsischen Uradel, die Stammreihe des kurländisch-deutschen Zweiges beginnt im späten 15. Jahrhundert.

## Leben
Melchior von Fölckersam studierte auf der Universität Königsberg, Universität Rostock und der niederländischen Universität Leiden. Ab 1622 war er Hofmeister beim Fürsten von Ostfriesland Enno III. (1563–1625), ab 1624 bekleidete er das Amt eines Hofrates in Emden, er wechselte dann 1625 als Hofmeister zum Herzog Joachim Ernst von Holstein und Plön und übernahm 1628 die Stellung des mecklenburgischen Hofmarschalls in Schwerin.
Ab 1630 diente er dem Erbprinzen und späteren Herzog Jakob Kettler (1610–1682) von Kurland und Semgallen als Berater und Begleiter. Er verwaltete als Inspektor (Verwalter) in Abwesenheit Herzog Jakobs die herzoglichen Güter. 1638 wurde ihm das Amt des Oberhauptmanns von Goldingen übertragen und ab 1650 war er Kanzler des Herzogtums Kurland und Semgallen. Er wurde für das Herzogtum zu einem bedeutenden Staatsmann und führte im Auftrag des Herzogs mehrere diplomatische Aufträge durch. Auf Initiative des Herzogs wurde unter Vermittlung Ludwigs XIV. (1638–1715) in Lübeck ein Friedenskongress veranstaltet und Fölckersam als Missionschef beauftragt, der Kongress sollte Polen-Litauen mit Schweden versöhnen, eine weitere historische Mission war 1660 die Teilnahme am Friedenskongress zu Oliva, auf der er eine führende Persönlichkeit war.